# Patrizia Vicinelli
Patrizia Vicinelli (Bologna, 23 agosto 1943 – Bologna, 9 gennaio 1991) è stata una poetessa e attrice teatrale italiana.

## Biografia
Patrizia Vicinelli nacque a Bologna ed entrò, giovanissima, a far parte del Gruppo 63 durante il convegno a La Spezia del 1966 a seguito di una sua prestazione di poesia visiva. Scrisse per Alfabeta, Marcatré, Ex, Quindici. Collaborava e si confrontava con neoavanguardisti come Emilio Villa, Adriano Spatola, Alberto Grifi, Franco Beltrametti.
Pubblicò la sua prima opera, E capita, nel 1962, a diciannove anni, sulla rivista Bab Ilu, fondata nello stesso anno da Adriano Spatola. Dopo due anni nel Gruppo 63, Patrizia Vicinelli decise di dedicarsi anche ad altro e oltre il teatro, incontrò il cinema attraverso Tonino De Bernardi, Mario Gianni, Alberto Grifi e Claudio Caligari.
La poetica di Patrizia Vicinelli spazia attraverso influenze ed espressioni poetico-visive con prodotti artistici esposti in tutto il mondo: Milano, New York, Tokyo, San Francisco, Venezia, e i suoi artefatti fonetico-sonori sono disponibili sotto forma di registrazioni.
Patrizia Vicinelli morì di AIDS nel 1991.

## Opere
- à,a.A, Lerici, 1967
- Apotheosys of schizoid woman, Tau, 1979.
- Non sempre ricordano, Ælia Lælia Edizioni, Parma, 1986.
- Non sempre ricordano. Poesia prosa performance, a cura di Cecilia Bello Minchiacchi. Con un saggio di Niva Lorenzini e con un'antologia multimediale a cura di Daniela Rossi, Le lettere, Firenze 2009.
- La nott’e’l giorno. L’opera poetica, a cura di Roberta Bisogno e Fabio Orecchini, Argolibri, Bologna, 2024.